# Viagem (livro)
Viagem é o um livro de crônicas de Graciliano Ramos. Publicado postumamente em 1954 narra a viagem que Graciliano fez em 1952 à Tchecoslováquia e à URSS.
Apesar de ser filiado ao Partido Comunista, a convite de Luís Carlos Prestes, sua narrativa se pretende neutra. Apesar do tom neutro,  ao falar de seu culto à imagem de Stalin, Graciliano provoca: "Realmente não compreendemos, homens do Ocidente, o apoio incondicional ao dirigente político; seria ridículo tributarmos veneração a um presidente da república na América do Sul" (RAMOS:2007,54)

## Referência bibliográfica
- RAMOS, Graciliano. Viagem. 21ª Ed. Rio de Janeiro, RJ: Record, 2007